# Christian Fittipaldi
Christian Fittipaldi, född 18 januari 1971 i São Paulo, är en brasiliansk racerförare. Han är son till racerföraren Wilson Fittipaldi och brorson till den forne formel 1-världsmästaren Emerson Fittipaldi.

## Racingkarriär
Christian Fittipaldi körde sitt första karting-lopp som tioåring. Han vann Sydamerikanska F3-mästerskapet och kom fyra i Brittiska F3-mästerskapet 1990. Året efter gick han över till formel 3000 och Pacific Racing och lyckades erövra mästartiteln i klassen. Han vann två av tio tävlingar, kom som sämst fyra i de övriga åtta loppen och startade från pole position fyra gånger. Detta gjorde han i konkurrens med förare som Heinz-Harald Frentzen, Damon Hill och Alessandro Zanardi.
Säsongen 1992 började han att tävla i formel 1 för Minardi. Efter två säsonger i Minardi och en i Footwork-stallet började han tävla i PPG Indycar World Series, som senare blev Champ Car World Series, i USA för Walker Racing och lyckades komma tvåa i Indianapolis 500 1995. Han vann flera lopp i serien, men dock inga mästerskap.
Christian Fittipaldi körde i A1 Team Brasil, ett stall som drivs av hans farbror Emerson, i deltävlingen i Indonesien i A1 Grand Prix 2006.

## F1-karriär
| Säsong | Stall/Tillverkare   | Poäng | Placering |
| ------ | ------------------- | ----- | --------- |
| 1992   | Minardi-Lamborghini | 1     | 17        |
| 1993   | Minardi-Ford        | 5     | 13        |
| 1994   | Footwork-Ford       | 6     | 15        |